# Hermann Kövess
Hermann Kövess von Kövesshaza (Timișoara, 30 marzo 1854 – Vienna, 22 settembre 1924) è stato un generale austro-ungarico e ultimo comandante in capo delle forze armate dell’Impero.

## Biografia

### I primi anni
Herman Kövess von Kövessháza nacque il 30 marzo 1854 a Timișoara, figlio di un ufficiale d'esercito. Sua madre apparteneva alla minoranza etnica di lingua tedesca dei Sassoni di Transilvania. Nel 1865 egli entrò come cadetto nell'istituto militare di Hainburg e dopo un anno poté fare il proprio ingresso nell'Accademia del genio di monastero di Louka presso Znojmo da dove si portò poi all'Accademia di militare tecnica di Vienna.
Nominato sottotenente del 2º reggimento del genio a Vienna il 1º settembre 1872, venne promosso a tenente il 1º maggio 1875. Egli passò dunque alla Scuola Militare di Vienna (1876-1878) dove si diplomò con successo, ottenendo la promozione accelerata al rango di capitano (1º novembre 1879) per l'eccellente servizio. Nel 1882 prese parte alla campagna nella Bosnia ed Erzegovina per sopprimere le rivolte a Krivosje in Dalmazia e venne onorato con la medaglia al merito militare (Signum Laudis), ottenendo poi il nastro di guerra che venne istituito nel 1890. Il 9 luglio 1882 ricevette anche l'onorificenza di cavaliere dell'Ordine della Corona ferrea.
Nell'autunno del 1892 Kövess sposò la baronessa Eugenie Hye von Glunek, figlia minore del ministro della giustizia austriaco, il barone Anton Hye von Glunek, a Gmunden. La coppia ebbe tre figli: Adalbert, Géza ed Eugen, di cui il maggiore venne ucciso nel 1914 durante la prima guerra mondiale sul fronte orientale in Galizia poco dopo aver conseguito il grado di sottotenente dei Kaiserjäger. Gli altri due prestarono servizio come ufficiali d'artiglieria.
Dopo la campagna fu trasferito al I Corpo d'armata a Cracovia per poter intraprendere poi la carriera presso lo stato maggiore, ma Kövess non superò l'esame per diventare ufficiale di stato maggiore. Questo fallimento rallentò in seguito la sua carriera militare fino alla Prima guerra mondiale. Dovette proseguire la sua carriera presso la fanteria ove divenne maggiore (1º maggio 1890) del 26º reggimento e conseguendo poi la promozione a tenente colonnello il 1º maggio 1894, col 72º reggimento. Un'altra promozione accelerata per il suo eccellente operato gli pervenne il 1º novembre 1896 con il 52º reggimento fanteria. Nel marzo del 1898 prese il comando del 23º reggimento di fanteria che divenne sotto il suo comando uno dei migliori del comando territoriale di Vienna, incaricato sovente di compiere azioni militari e di scorta per conto dell'Imperatore in persona. Nell'aprile del 1900 ottenne l'onorificenza di Cavaliere di II Classe dell'Ordine di Takovo. Attorno al 1900 Kövess era uno degli ufficiali più conosciuti nell'esercito austro-ungarico per due motivi fondamentali: il primo era che egli era il primo alto ufficiale di religione protestante (e sarà poi anche l'unico Feldmaresciallo austriaco protestante in tutta la storia dell'Impero) e poi perché ottenne un permesso speciale per non portare barba o baffi così come prescriveva l'etichetta militare per gli alti ufficiali a causa di un problema di psoriasi, il che lo faceva sembrare più giovane di quanto non fosse.
Nell'aprile del 1902 ricevette il grado di Cavaliere di III Classe dell'Ordine della Corona ferrea e la promozione a Maggior generale il 1º novembre dello stesso anno. Dall'ottobre 1902 al novembre 1906 fu comandante della 15ª brigata di fanteria, ricevendo anche l'onorificenza di Cavaliere di II Classe dell'Ordine di Bertoldo (aprile 1903) e di cavaliere di I Classe dell'Ordine del Leone di Zähringen (gennaio 1904), entrambi dal Granduca di Baden.
Dal novembre 1906 all'aprile 1910 Kövess fu comandante dell'8ª divisione di fanteria di stanza prima a Innsbruck e poi a Bolzano. Fu in questa occasione che venne promosso al grado di Luogotenente feldmaresciallo  il 1º maggio 1907, ricevendo anche la croce di Cavaliere dell'Ordine Imperiale di Leopoldo il 12 agosto 1908. Dal 1910 fu anche ispettore della linea di fortificazioni lungo il confine tirolese. Dal Nel giugno 1911 egli assunse il comando del XII Corpo d'armata a Hermannstadt, divenendo comandante generale a Siebenbürgen, ed ottenendo il titolo di consigliere privato dell'Imperatore nell'agosto 1911 unitamente alla promozione al grado di Generale di fanteria (1º novembre 1911).

### L'intrigo del principe Hohenlohe
Nominato Colonnello onorario del 95º reggimento di fanteria nell'agosto 1912 venne coinvolto a torto nella questione religiosa che aveva visto proprio ad Hermannstadt la forzata conversione di 400 cattolici tedeschi al protestantesimo dopo il conflitto avvenuto con il principe Egon von Hohenlohe. Questo fatto causò un grande scandalo presso la cattolica corte di Vienna, tanto più che il principe di Hohenlohe consegnò all'erede al trono, l'Arciduca Francesco Ferdinando d'Asburgo-Este, una lettera nella quale dimostrava come il generale Kövess non avesse fatto nulla per impedire questo fatto, ma si fosse unicamente limitato ad ignorare il problema. L'Imperatore, però, memore del buon servizio del generale negli anni trascorsi a Vienna, decide di sciogliere l'intrigo sfavorendo Hohenlohe nel suo tentativo di rovinare la figura di Kövess, promuovendo anzi lo stesso Kövess al grado di Cavaliere di I Classe dell'Ordine della Corona ferrea il 7 marzo 1914, evitando così il suo prepensionamento che già si delineava per l'autunno del 1914 per raggiungimento di età.

### La prima guerra mondiale

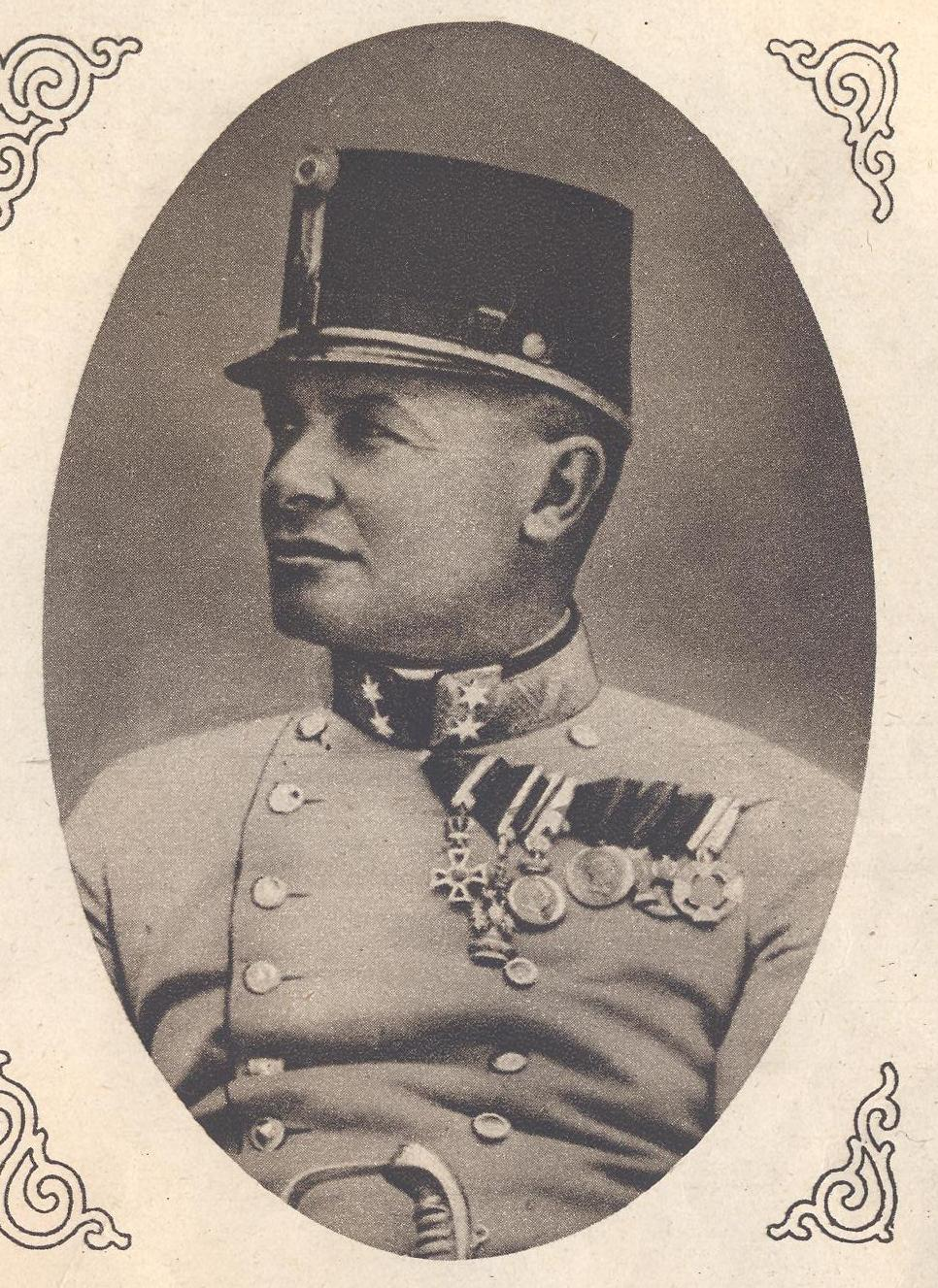
Hermann Kövess von Kövessháza, 1915

Con l'inizio della prima guerra mondiale nel 1914, Kövess von Kövessháza era il più anziano come età e rango tra gli ufficiali comandanti di un Corpo d'armata austro-ungarico e nonostante ciò non gli fu assegnato il comando di un'Armata. Allo scoppio del conflitto nell'agosto di quello stesso anno il XII Corpo d'armata di Kövess fu inserito nella 2ª Armata sotto il comando del più giovane generale Böhm-Ermolli all'inizio schierato in parte sul fronte serbo e in parte sul fronte orientale. Kövess e il XII Corpo d'armata furono inviati sul fronte orientale in Galizia subendo pesanti perdite nell'autunno e nell'inverno 1914/15. Kövess ricevette in queste occasioni la decorazione della Croce di Guerra.
All'inizio del 1915 il XII Corpo d'armata venne ampliato creando così il Gruppo d'armate Kövess e quest'ultimo subordinato al generale prussiano von Woyrsch. Durante l'offensiva di Gorlice-Tarnów il Gruppo d'armate Kövess riuscì a raggiungere la Vistola e a conquistare la fortezza di Ivangorod nell'agosto 1915.
Nel settembre 1915 Kövess assunse finalmente il comando di un'armata e con la 3ª Armata schierata all'interno del Gruppo d'armate Mackensen sul fronte serbo conquistò, nonostante la forte resistenza delle truppe serbe, il 9 ottobre 1915 la città e la fortezza di Belgrado. L'attraversamento dei due fiumi Danubio e Sava e la conquista della capitale serba sotto il suo comando fu un enorme successo per Kövess e fu considerato come rivincita per gli insuccessi subiti dalle forze austro-ungariche all'inizio della guerra.
Nello stesso anno fu insignito con la Stella di Merito della Croce Rossa internazionale (maggio 1915), la Gran croce dell'Ordine Imperiale di Leopoldo con spade (3 agosto 1915) e la croce al merito militare di I Classe con decorazioni di guerra (28 novembre 1915). L'Impero tedesco gli conferì anche la Croce di Ferro di II classe nel marzo 1915 e quella di I Classe nel luglio dello stesso anno, nonché l'ordine Pour le Mérite il 29 novembre 1915.

### Le operazioni nell'area dei Balcani e sul fronte italiano
In seguito la 3ª Armata avanzò verso il confine con il Montenegro e l'Albania. Nel gennaio 1916 Kövess venne trasferito a Sarajevo e nominato a capo della Campagna del Montenegro coronata dall'assalto delle truppe austro-ungariche al Monte Lovćen l'11 gennaio 1916, la conquista della capitale montenegrina Cettigne due giorni dopo e la resa incondizionata delle truppe montenegrine.
Kövess ottenne quindi la medaglia d'argento al merito militare (Signum Laudis) col nastro di guerra. Dopo la campagna del Montenegro la 3ª Armata di Kövess proseguì per l'Albania e a fine febbraio 1916 conquistò Durazzo, costringendo le truppe del Regio Esercito a ritirarsi. Il 26 febbraio 1916 venne promosso a Generaloberst. Kövess fu dopo Conrad von Hötzendorf il secondo ufficiale non appartenente alla casa reale asburgica a raggiungere questo grado. Dopo la conquista di Durazzo il comando supremo della 3ª Armata insieme a Kövess fu trasferito a Cattaro, poi a Klagenfurt, Bolzano e quindi a Trento, ove la 3ª Armata prese parte nel maggio 1916 all'Offensiva di primavera nota anche come Strafexpedition,  partendo dalla Valsugana e spingendosi fino all'altopiano di Asiago occupando anche Asiago il 28 maggio 1916. Con l'inizio dell'Offensiva Brusilov  Kövess dovette partire dal fronte italiano per contrastare con la 3ª Armata l'avanzata russa sul fronte orientale.
A fine luglio 1916 fu di nuovo in Galizia a Stanislavov al comando della nuova formata 3ª Armata dove si rese conto che le sue truppe erano troppo deboli per contrastare l'avanzata dell'esercito imperiale russo. Di conseguenza chiese di essere esonerato dal comando ma la sua richiesta fu respinta dall'Arciduca ed erede al trono Carlo che gli assegno il comando della 7ª Armata comandata finora da Karl von Pflanzer-Baltin.
Prese il comando della 7ª Armata situato a Sighetu Marmației il 15 ottobre 1916, continuando ad ogni modo a difendersi strenuamente dagli attacchi russi. Il 10 dicembre 1916 ottenne la medaglia d'oro al valor militare (Großes Signum Laudis) con nastro di guerra. Nel complesso degli alleati dell'Impero durante la guerra, egli ricevette anche la Gran Croce dell'Ordine Militare di Massimiliano Giuseppe di Baviera con spade, oltre alla Gran Croce dell'Ordine della Corona del Württemberg e la medaglia d'oro dell'Ordine di Imtiaz, la Gran croce dell'Ordine bulgaro di Sant'Alessandro con spade e la medaglia d'oro dell'Ordine di Liakat.
Nei primi giorni di agosto del 1917 la 7ª Armata al comando di Kövess prese Černivci e riconquistò gran parte della Bucovina occupata precedentemente dai russi. Il 6 agosto 1917 l'Imperatore Carlo I in persona si recò nella città liberata di Černivci e promosse sul campo il generale al grado di Feldmaresciallo, nominandolo anche Commendatore dell'Ordine Militare di Maria Teresa, al quale seguì la nobilitazione di rango baronale il 17 agosto 1917. Nel gennaio del 1918 prese il comando di una nuova grande unità costituita dalla 1ª e 7ª Armata per occupare la Transilvania rumena appena conquistata, nominata dal suo comandante Heeresfront Kövess e rimanendone a capo sino alla firma della Pace di Brest-Litovsk e il Trattato di Bucarest nell'aprile 1918. In quel periodo si recò quindi a Vienna ove ricevette la Gran Croce dell'Ordine Imperiale di Santo Stefano il 26 marzo 1918, ricevendo poi i rami d'alloro per la sua decorazione Pour le Mérite prussiana, nonché la Gran Croce dell'Ordine al Merito del Sacro Militare Ordine di Malta.
Dopo il scioglimento della Heeresfront Kövess rimase senza incarico fino a settembre 1918 quando assunse il comando del Gruppo d'armate Balcani occidentali (Heeresgruppe Westbalkan) a Belgrado a protezione del confine lungo il Danubio dopo la resa incondizionata della Bulgaria. Il 3 novembre, Kövess aveva assunto da poco il comando del Gruppo d'armate del Tirolo e si trovava ancora nei Balcani, fu nominato dall'Imperatore in persona comandante supremo delle forze armate dell'Impero austro-ungarico dopo che il Capo di stato maggiore Arz von Straussenburg aveva rifiutato questo incarico. Ricevette l'ordine solo il 5 novembre il giorno dopo che l'armistizio di Villa Giusti era entrato in vigore.

### Gli ultimi anni
Da Belgrado si portò quindi a Novi Sad, poi a Budapest e a Vienna risalendo il Danubio. Raggiunse la vecchia capitale dell'Impero il 11 novembre 1918 per assumere l'incarico. Come ultimo comandante supremo si occupò dello scioglimento del comando supremo (Armeeoberkommando) che fu sciolto il 20 dicembre 1918.
Dopodiché si ritirò a vita privata vivendo tra i suoi appartamenti di Budapest e Vienna, città ove morì il 22 settembre 1924 per un'apoplessia cerebrale all'età di 70 anni. Il suo corpo, trasportato a Budapest, godette dei funerali di stato.

## Onorificenze

### Onorificenze straniere
Fonte